# Publio Cornelio Escipión Asina
Publio Cornelio Escipión Asina (en latín, Publius Cornelius Scipio Asina), hijo del consular Cneo Cornelio Escipión Asina, fue cónsul en el año 221 a. C., con Marco Minucio Rufo, y condujo la guerra, con su colega, en contra de los istrios, que molestaban a los romanos por su piratería. 

## Carrera política
Los istrios fueron sometidos por completo, y Escipión obtuvo el honor de un triunfo. En 217 a. C. fue nombrado interrex, con el fin de celebrar las elecciones consulares. 
Vuelve a ser mencionado en el año 211 a. C., cuando mostró muy poco del espíritu de los Escipiones al recomendar que el Senado debía llamar a todos los generales y ejércitos de Italia para la defensa de la capital, cuando Aníbal marchaba sobre la ciudad.